# Astronomia în Grecia Antică

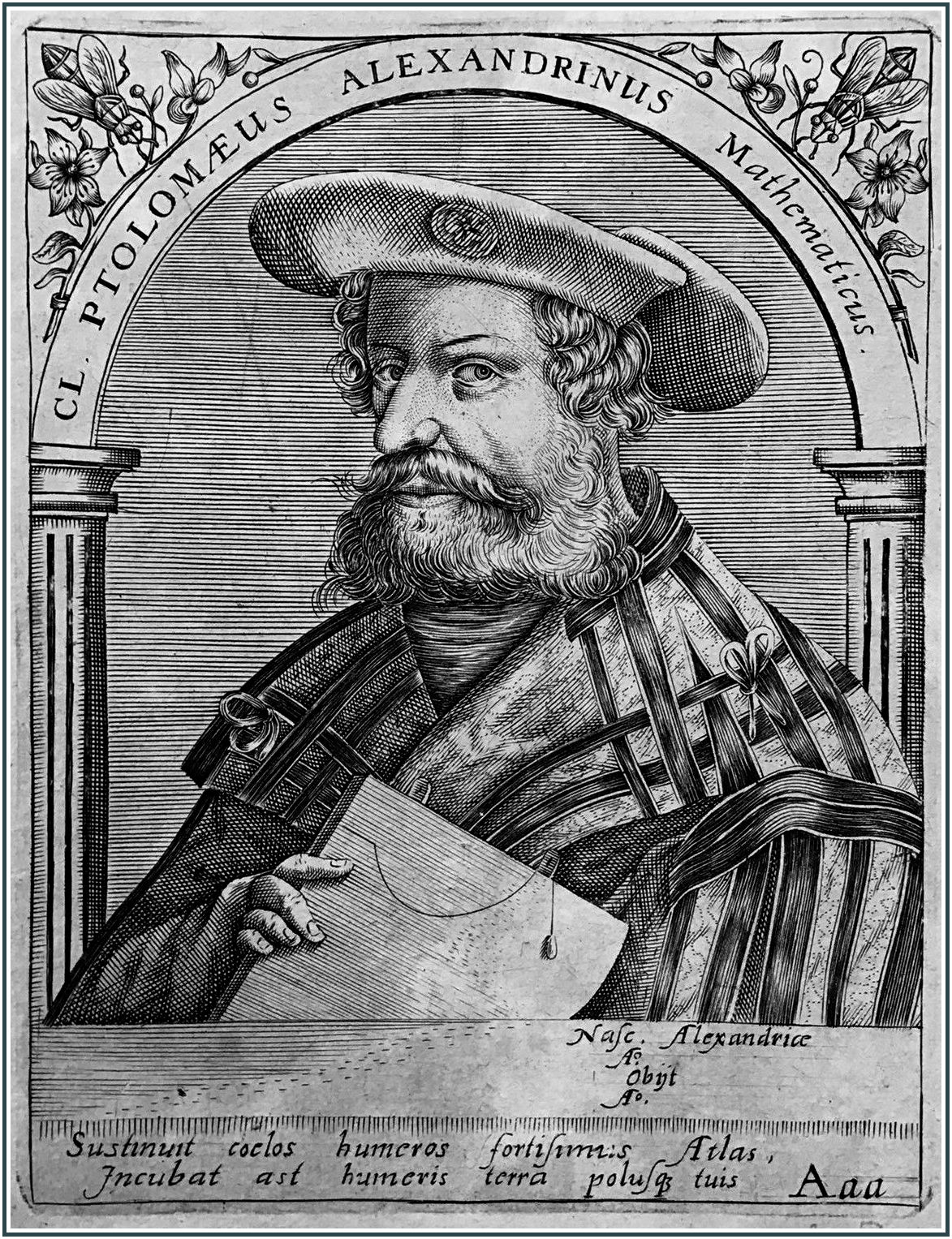
Ptolomaeus Alexandrinus
(gravură din secolul al 16-lea)

Grecii din antichitate (1400 î. Hr - 300 î. Hr.) au avut o contribuție esențială în astronomia teoretică. Odiseea - un poem epic tradițional scris de Homer în secolul al VIII-lea î.Hr., - se referă la grupuri de stele ca Ursa Mare, Orion și arată cum vasele maritime se orientau după stelele de pe cer.
În prima sa fază, astronomia greacă nu se distingea de meteorologie, deoarece se credea că fenomenele cerești sunt o urmare a emanației și a evaporărilor de pe Pământ. Spre deosebire de asiro-babilonieni, care credeau că astrele sunt divinități, vechii greci au încercat să dea explicații fizice fenomenelor cerești. Pentru prima dată într-un sistem de gândire au fost abandonate miturile și superstițiile în favoarea unui studiu sistematic și al unui model al cerului.

## Primii filosofi
Primii filosofi care s-au arătat interesați de fenomenele astronomice au fost Thales, Anaximandros și Anaximene, toți trei fiind din Milet.
Thales susținea că Pământul plutește pe apă și că stelele ar fi formate tot din apă. El a reușit să prezică cu precizie o eclipsă solară, lucru ce i-a adus mare faimă.
Anaximandros este autorul primei cărți științifice (care s-a pierdut). Acesta presupunea că Pământul ar fi un disc suspendat în spațiu. Principiul de bază al sistemului său de gândire (apeiron) este comparabil cu noțiunea de eter a secolului al XIX-lea. Anaximandros explică mișcările stelelor pornind de la ideea că acestea ar fi atașate unei sfere ce s-ar roti în jurul Pământului.

## Școala pitagoreică
Contribuții importante au avut și Pitagora dar nici una din lucrările acestuia nu au supraviețuit timpului. 
Gânditorii pitagoreici au intuit faptul că Pământul are forma unei sfere și au explicat mișcările stelelor prin ideea că Pământul s-ar roti în jurul unui foc central, pe care însă nu îl indentificau ca fiind Soarele.
Philolaos, un urmaș a lui Pitagora, a spus ca Pământul, Luna și Soarele sunt planete și se învârt în jurul unui foc, dar de pe pământ nu se poate vedea focul pentru că un obiect se învârte în jurul focului între pământ și foc. Potrivit acestor afirmații, revoluția pământului în jurul acestui foc este de 24 de ore. În anul 370 î.Hr. astronomul Eudoxus din Cnidus a spus că o sferă uriașă se învârte în jurul pământului și că în această sferă sunt mai multe sfere transparente interconectate.

## Școala platoniciană

Măsurătorile luate la Alexandria (A) și Syene (S) de către Eratostene

Aristotel a enumerat argumente în favoarea următoarelor ipoteze: apariția la orizont a catargelor înaintea corăbiilor, variația câmpului de stele vizibil în funcție de latitudinea locului de observație, forma rotundă a umbrei Pământului asupra Lunii în timpul eclipselor. Cu toate că a intuit multe adevăruri astronomice, Aristotel era convins că Pământul este centrul Universului.
În 225 î.Ch. Eratostene, un student al lui Platon a calculat folosind un gnomon umbrele lăsate la Alexandria și Syene în Egipt. De aici a mai fost numai un mic pas până la determinarea circumferinței Terrei, estimată de acesta la 250000 de stadii. Dimensiunea unei stadii este relativă însă se presupune că a ajuns la un rezultat ce diferă cu circa 1000 km de valoarea actuală.

## Școala din Alexandria

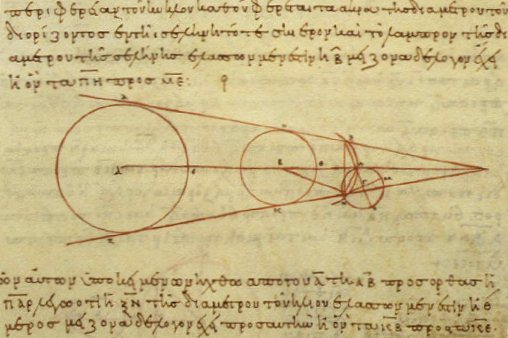
Calculele lui Aristarchus. De la stânga la dreapta: Soare, Pământ, Lună.

Probabil cel mai original observator, Aristarchus din Samos, credea că Pământul se rotește în jurul axei sale o dată la 24 de ore, și, împreună cu alte planete în jurul Soarelui. Aristarchus a fost primul om care a calculat distanța de la Terra la 
Lună și la Soare. Acesta a ajuns la concluzia ca Soarele se afla la o distanță de 19 ori mai departe decât Luna și că este de circa 20 de ori mai mare decât aceasta. Din aceste rezultate a dedus ca Terra trebuie sa orbiteze in jurul Soarelui deoarece n-ar avea sens ca un obiect mare să orbiteze în jurul unuia mai mic.
Explicația sa a fost respinsă de cei mai mulți filozofi greci, care priveau Pământul ca o planetă statică în jurul căreia se roteau celelate planete. 
În secolul al II-lea astronomii greci Hiparh și Ptolemeu au folosit o serie de cercuri concentrice, cu Pământul aproape de centru pentru a reprezenta mișcarea generală a Soarelui, Lunii și a planetelor în jurul zodiilor. 
Pentru a explica variațiile de viteză ale Soarelui și Lunii și regresia planetelor, ei au presupus că fiecare din aceste obiecte se rotește în jurul unui al doilea cerc numit epiciclu centrat pe circumferința celui dintâi. 
Au determinat pozițiile a aproximativ 1000 de stele de pe cer folosindu-se de această harta pentru a urmări mișcarea planetelor. Au creat mai multe cercuri concentrice, pământul fiind în centru, putând fi măsurată viteza soarelui și a lunii. Pentru a explica variațiile periodice în viteza soarelui, a lunii, și ale altor corpuri cerești, a fost necesară reprezentarea altor cercuri suplimentare fiecărei orbite în parte, denumite epicicluri, ajungându-se la circa 80 de asemenea orbite, reprezentare care intra în conflict cu datele matematice. 
Aceasta teorie este explicată de Ptolemeu în lucrarea sa, Almagesti, ), tradusă în 1400 d.Ch. în latină. Scrierile sale au rămas până în secolul al XVII-lea opera fundamentală a astronomiei europene.
De asemenea, Hiparh a inventat scara magnitudinilor (a alcătuit un catalog de 1052 de stele clasate după strălucirea lor), a descoperit precesia echinocțiilor, a dat lunației (intervalul după care se repetă fazale lunii) o valoare medie (prezintă o eroare de mai puțin de o secundă față de valoarea exactă) și a determinat anul sideral și anul solar cu o diferență de numai 50 de secunde, respectiv 6 minute față de valoarea exactă.